# Cieśnina Etolina
Cieśnina Etolina (ang. Etolin Strait) – cieśnina Oceanu Spokojnego na terenie okręgu Bethel w zachodniej Alasce, w Stanach Zjednoczonych.

## Geografia
Cieśnina łączy Zatokę Kuskokwim z Morzem Beringa. Ma 96 km długości oraz 48-80 km szerokości. Jest znana z silnych prądów morskich.
Cieśnina Etolina znajduje się pomiędzy wyspą Nunivak na zachodzie a Wyspą Nelsona i kontynentalną Alaską na wschodzie. Jej południowa granica biegnie od Przylądka Avinol w kontynentalnej Alasce do Przylądka Corwin na wyspie Nunivak. Północna granica cieśniny przebiega między Przylądkiem Etolina (również na wyspie Nunivak) a Przylądkiem Vancouver na wyspie Nelsona.

## Etymologia
Cieśnina Etolina została nazwana od nazwiska jej europejskiego odkrywcy Adolfa Etolina. Był on rosyjskim eksploratorem terenów arktycznych, głównie Morza Beringa, a następnie został gubernatorem kolonii rosyjskich w Ameryce Północnej. Odkrywając Cieśninę Etolina w roku 1821 nazwał ją Cieśniną Cooka, lecz później z inicjatywy Adama von Krusensterna została ona nazwana imieniem odkrywcy.